# Kap Sheridan

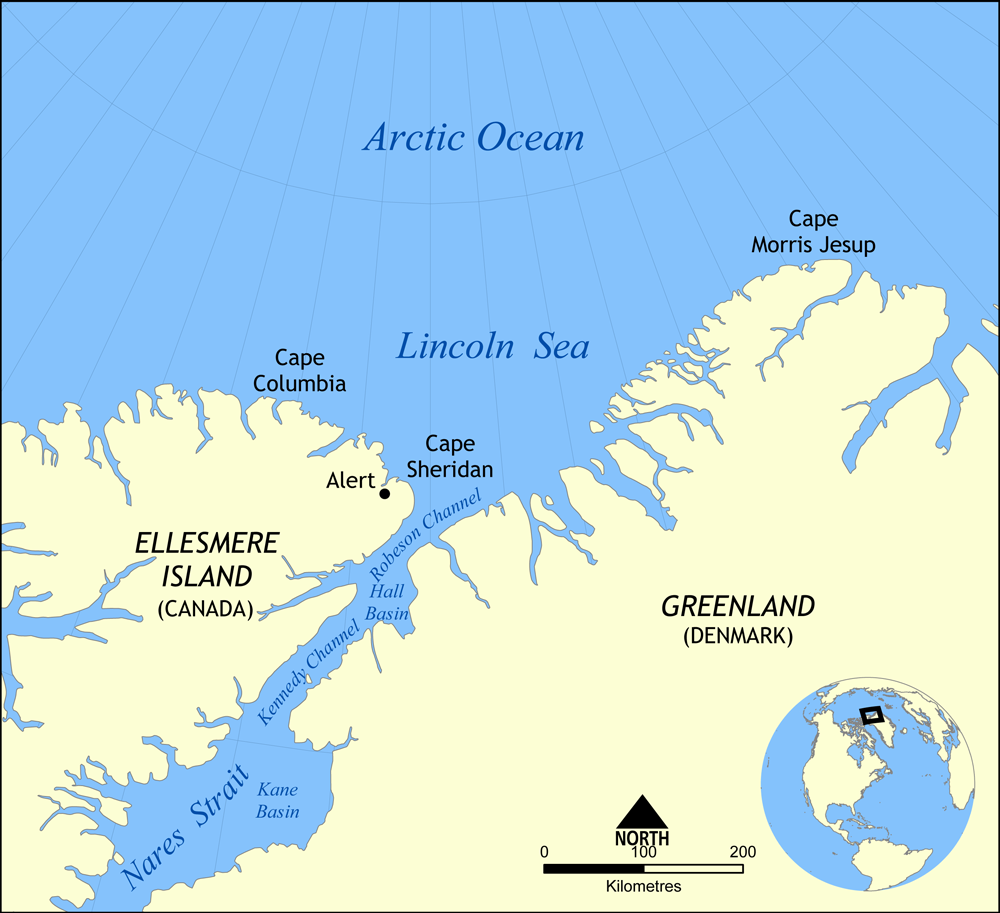
Karta över Kap Sheridan och Lincolnhavet.

Kap Sheridan är en udde på den nordöstra kusten av Ellesmereön, som tillhör Kanada, i Norra Ishavet. Det är en av de närmast belägna platserna till den geografiska Nordpolen, cirka 840 km längre norrut. Cape Columbia är dock belägen cirka 75 km närmare Nordpolen.
Kap Sheridan var vinterläger för Robert Pearys sista försök att nå Nordpolen 1908/1909.
Alert, världens nordligaste bebodda plats, är belägen 12 km väster om Kap Sheridan.